# Caudal (fluido)
En dinámica de fluidos, caudal es la cantidad de fluido que circula a través de una sección del ducto (tubería, cañería, oleoducto, río, canal, …) por unidad de tiempo. Normalmente se identifica con el flujo volumétrico o volumen que pasa por un área dada en la unidad de tiempo. Menos frecuentemente, se identifica con el flujo másico o masa que pasa por un área dada en la unidad de tiempo. Se representa con {\displaystyle \mathbf {Q} \,} (del italiano, quantità ).

## Definición matemática
En el caso de que el flujo sea normal a la superficie o sección considerada, de área A, entre el caudal y la velocidad promedio del fluido existe la relación:
{\displaystyle Q=A\,{\bar {v}}}
donde
- {\displaystyle Q} Caudal ([L3T−1]; m³/s)
- {\displaystyle A} Es el área ([L2]; m²)
- {\displaystyle {\bar {v}}} Es la velocidad promedio. ([LT−1]; m/s)

En el caso de que velocidad del fluido forme un ángulo θ con la perpendicular a la sección de área A atravesada por el fluido con velocidad uniforme v, entonces el flujo se calcula como:
{\displaystyle Q=A\,v\cos \theta }.
En el caso particular de que el flujo sea perpendicular al área A (por tanto θ = 0 y {\displaystyle \cos \theta =1}) entonces el flujo vale:
{\displaystyle Q=A\,v}.
Si la velocidad del fluido no es uniforme o si el área no es plana, el flujo debe calcularse por medio de una integral:
{\displaystyle Q=\iint _{S}\mathbf {v} \cdot d\mathbf {S} }
donde dS es el vector superficie, que se define como
{\displaystyle d\mathbf {S} =\mathbf {n} \,dS},
donde n es el vector unitario normal a la superficie y dS un elemento diferencial de área.
{\displaystyle \iint _{S}\mathbf {v} \cdot d\mathbf {S} =\iiint _{V}\left(\nabla \cdot \mathbf {v} \right)dV}.
En física e ingeniería, caudal es la cantidad de fluido que circula por unidad de tiempo en determinado sistema o elemento. Se expresa en la unidad de volumen dividida por la unidad de tiempo (p. ej., m³/s).
En el caso de cuencas de ríos o arroyos, los caudales generalmente se expresan en metros cúbicos por segundo o miles de metros cúbicos por segundo. Son variables en tiempo y en el espacio y esta evolución se puede representar con los denominados hidrogramas.

## El caudal en la ingeniería agrícola e hidráulica
El caudal de un río es fundamental en el dimensionamiento de presas, embalses y obras de control de avenidas. Dependiendo del tipo de obra, se emplean los caudales medios diarios, con un determinado tiempo de recurrencia o tiempo de retorno, o los caudales máximos instantáneos. La forma de obtención de uno y otro es diferente y, mientras para los primeros se puede tomar como base los valores registrados en una estación de medición, durante un número considerable de años, para los segundos, es decir para los máximos instantáneos, muy frecuentemente se deben calcular a través de modelos matemáticos.
La medición práctica del caudal líquido en las diversas obras hidráulicas, tiene una importancia muy grande, ya que de estas mediciones depende muchas veces el buen funcionamiento del sistema hidráulico como un todo, y en muchos casos es fundamental para garantizar la seguridad de la estructura. Existen diversos procedimientos para la determinación del caudal instantáneo. En el artículo medición del caudal se presentan algunas.

### Los caudales de los ríos y arroyos

#### Tipos de caudal
Como su nombre indica, es el caudal que se determina en un instante determinado. Su determinación se hace en forma indirecta, determinado el nivel del agua en el río, e interpolando el caudal en la curva calibrada de la sección determinada precedentemente.
El aprovechamiento de los ríos depende del caudal que tienen, es decir, de la cantidad de agua que transporta en su canal, en su cierta longitud.

### Relación caudal pico/caudal diario
Generalmente, se admite un valor promedio de 1,6 para esta relación, sabiendo que los resultados de numerosos estudios de crecidas extremas en el mundo dan valores de dicho coeficiente variando entre 1,2 y 2,2 (con valor promedio 1,6) con una probabilidad de 90%. Sin embargo, los valores pueden alcanzar valores mucho más elevados para cuencas pequeñas. A título de ejemplo, en la costa norte del Perú, la relación entre caudales medios diarios y caudal máximo instantáneo varía en función del tamaño de la cuenca hidrográfica. Se pueden considerar los siguientes valores: